# (884) Приам
(884) Приа́м (др.-греч. Πρίαμος) — троянский астероид Юпитера, двигающийся в точке Лагранжа L5, в 60° позади планеты, принадлежащий к редкому спектральному классу D. Он был открыт 22 сентября 1917 года немецким астрономом Максимилианом Вольфом в обсерватории Хайдельберг-Кёнигштуль, Германия и назван в честь Приама, последнего царя Трои согласно древнегреческой мифологии.

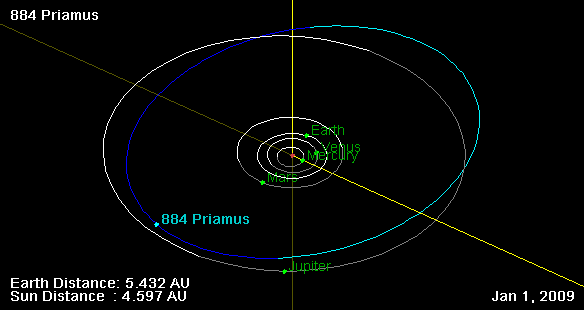
Орбита астероида Приам и его положение в Солнечной системе